# Franck Cuesta
Pour les articles homonymes, voir Cuesta (homonymie).
 (mars 2021).
La mise en forme du texte ne suit pas les recommandations de Wikipédia : il faut le « wikifier ».
Les points d'amélioration suivants sont les cas les plus fréquents :
- Les titres sont pré-formatés par le logiciel. Ils ne sont ni en capitales, ni en gras.
- Le texte ne doit pas être écrit en capitales (les noms de famille non plus), ni en gras, ni en italique, ni en « petit »…
- Le gras n'est utilisé que pour surligner le titre de l'article dans l'introduction, une seule fois.
- L'italique est rarement utilisé : mots en langue étrangère, titres d'œuvres, noms de bateaux, etc.
- Les citations ne sont pas en italique mais en corps de texte normal. Elles sont entourées par des guillemets français : « et ».
- Les listes à puces sont à éviter, des paragraphes rédigés étant largement préférés. Les tableaux sont à réserver à la présentation de données structurées (résultats, etc.).
- Les appels de note de bas de page (petits chiffres en exposant, introduits par l'outil «  Source ») sont à placer entre la fin de phrase et le point final[comme ça].
- Les liens internes (vers d'autres articles de Wikipédia) sont à choisir avec parcimonie. Créez des liens vers des articles approfondissant le sujet. Les termes génériques sans rapport avec le sujet sont à éviter, ainsi que les répétitions de liens vers un même terme.
- Les liens externes sont à placer uniquement dans une section « Liens externes », à la fin de l'article. Ces liens sont à choisir avec parcimonie suivant les règles définies. Si un lien sert de source à l'article, son insertion dans le texte est à faire par les notes de bas de page.
- La présentation des références doit suivre les conventions bibliographiques. Il est recommandé d'utiliser les modèles {{Ouvrage}}, {{Chapitre}}, {{Article}}, {{Lien web}} et/ou {{Bibliographie}}. Le mode d'édition visuel peut mettre en forme automatiquement les références.
- Insérer une infobox (cadre d'informations à droite) n'est pas obligatoire pour parachever la mise en page.

Pour une aide détaillée, merci de consulter Aide:Wikification.
Si vous pensez que ces points ont été résolus, vous pouvez retirer ce bandeau et améliorer la mise en forme d'un autre article.
Francisco Javier Cuesta Ramos
Francisco Javier Cuesta Ramos (né à León en Espagne le 16 octobre 1971), plus connu sous le nom de Frank Cuesta, Frank de la jungle ou Wild Frank, est un animateur de télévision espagnol. Considéré comme un activiste pour la cause animale, un vétérinaire et un herpétologue, il avoue avoir menti en 2025, alors que des audios compromettants ont filtré dans la presse, remettant en cause la sincérité de son combat.
Sa renommée et reconnaissance sont arrivées en 2010, lorsqu'il a commencé son programme Frank de la jungle émis sur la chaîne Cuatro, pour lequel il a reçu un premio ondas le 8 novembre 2011. Il a aussi travaillé dans les projets La Selva en Casa et Natural Frank, aussi de la chaine Cuatro. Depuis 2014 il travaille dans le programme Wild Frank, de DMAX et Animal Planet (Amérique latine).

## Biographie
Francisco Javier Cuesta Ramos a centré sa vie sur le tennis dès son enfance. Cependant, sa trajectoire a été considérablement détournée par un accident de moto. Cela l'a conduit à devenir entraîneur. Pour cela, il entre à l'académie de tennis Nick Bollettieri. Après avoir obtenu son diplôme, il s'est rendu en Thaïlande pour créer en 2005 sa propre académie, la Frank Cuesta Tennis Academy. Dans les premières années en Thaïlande, Frank Cuesta se consacra exclusivement au tennis, mais il commença également à s'intéresser à la faune du pays.
Des années plus tard, et en raison de son intérêt pour la faune exotique de Thaïlande, avec la vétérinaire et herpétologue, il a fondé une association appelée Help Reptiles, en Thaïlande. C'est alors qu'en 2010, les responsables du programme de télévision Callejeros Viajeros l'ont rencontré lors du tournage en Thaïlande durant lequel Frank Cuesta a résolu une altercation que les membres de l'équipe avaient avec un serpent. Sa grande dextérité et ses connaissances en la matière sont parvenues aux oreilles des directeurs de la chaîne, qui lui ont proposé de présenter son propre programme, Frank de la Jungla. Au départ, Frank Cuesta n'aimait pas l'idée d'être à la télévision, mais sa femme l'a convaincu avec l'argument qu'il pouvait obtenir de l'argent pour sa nouvelle fondation de Ayuda a los Animales.
Le 8 novembre 2011, son format de télévision innovant a remporté le Prix Ondas de l'innovation et le 1er décembre de la même année, Frank Cuesta a remporté le prix avec l' équipe de son programme. Le 25 décembre 2011, le nouveau programme de Frank Cuesta et de son équipe intitulé La Selva en Casa (es) cette fois en Espagne, a été créé.
Le 1 février 2012 il a été victime d'un accident d'hélicoptère alors qu'il enquêtait dans la zone de Mékong (la Thaïlande). Quelques heures après son accident, Frank a confirmé, à travers Facebook, qu'il avait divers os cassés et que c'était l'une des pires expériences de sa vie.
Le 21 décembre 2012, Frank Cuesta a décidé de quitter les programmes "Frank de la Jungla" et "La selva en casa", et a dit au revoir à son public en janvier 2013. Frank Cuesta lui-même a avancé sa décision sur Twitter.
La productrice du programme a été étonnée des propos de Frank Cuesta et a immédiatement communiqué que ni eux ni le réseau n'avaient rien à voir avec la décision de l'activiste.
Après avoir abandonné la télévision, Frank Cuesta a créé sa propre chaîne Youtube appelé Naturel Frank, où il a continué à enseigner à ses abonnés ses connaissances sur des animaux.
En septembre 2013 il est revenu à la télévision avec son nouveau programme appelé Natural Frank, réalisé par la même productrice et la même chaîne que l'antérieur.
En mars 2014, Frank Cuesta a été contacté par la chaîne de télévision Discovery Max pour entreprendre de nouveaux projets, il abandonne donc le groupe Mediaset España après quatre ans. En mai 2014 il a débuté sur cette chaîne son programme Wild Frank.

## Vie personnelle
Frank Cuesta s'est converti au bouddhisme en Thaïlande et il a commencé une relation avec l'ex-modèle, actrice et chanteuse Alis Aintu Smythe, plus connue sous le nom de Yuyee Alissa Intusmith ou Chatchaya Cuesta Ramos. Durant leur relation ils ont eu trois fils, les jumeaux Zipi (qui est mort peu après être né) et Zape, Zorro, et une fille Zen. Ils ont aussi un cinquième fils appelé Pepsi, adopté en 2013.
Le 12 juin 2014, la nouvelle a été annoncée que Yuyee Alissa Intusmith avait été arrêtée à l'aéroport Don Mueang au nord de Bangkok, la Thaïlande, avec cinq milligrammes de cocaïne sur elle. Elle a été condamnée à 15 ans de prison et à une amende de 1,5 million de baths thaïlandais, équivalent à 60.000 dollars ou 45.000 euros. Elle a été condamnée pour trafic de cocaïne et tentative de vente de cocaïne (par la suite, le montant qui lui a été imputé est passé à 0,2 gramme), sans possibilité de libération sous caution, selon les lois thaïlandaises. Frank Cuesta en personne a clarifié sur Facebook ce qui s'est passé. Plus tard, la juge chargée du dossier de Yuyee Alissa Intusmith a été licencié pour corruption, bien qu'elle soit restée en prison depuis 2014 jusqu'au 12 novembre 2020, jour ou Frank Cuesta a annoncé à travers une vidéo Youtube que Yuyee été libérée de prison.
L'affaire s'est rapidement propagé par les réseaux sociaux et divers médias, et depuis elle a généré plusieurs campagnes de collecte de signatures en faveur de sa libération.

## Filmographie

### Télévision
- 2010-2013 : Frank de la jungla
- 2011-2012 : La Selva en casa
- 2013-2014 : Natural Frank
- 2014-2020 : Wild Frank